# Tipula (Lunatipula) kinzelbachi
Tipula (Lunatipula) kinzelbachi is een tweevleugelige uit de familie langpootmuggen (Tipulidae). De soort komt voor in het Palearctisch gebied.